# Sinocrossocheilus megalophthalmus
Sinocrossocheilus megalophthalmus är en fiskart som beskrevs av Chen, Yang och Xiaolong Cui 2006. Sinocrossocheilus megalophthalmus ingår i släktet Sinocrossocheilus och familjen karpfiskar. Inga underarter finns listade i Catalogue of Life.